# 定在波比
定在波比 (ていざいはひ、SWR: Standing Wave Ratio) は、交流の伝送線路における進行波と反射波の関係を示す数値であり、主として高周波で有用な概念である。
電圧の比を扱うことが多く、この場合は特に電圧定在波比 (VSWR: Voltage Standing Wave Ratio) と呼ばれる。VSWRはVSと俗称されることがある。
無線通信で送信を行う際にはアンテナの定在波比の測定が必須と言える。
定在波は複数のインピーダンスのずれ（ミスマッチ）により発生する定在波の大きさを示す。完全に一致する場合は１となり給電された信号はすべて伝送される。完全にずれている場合（ショートやオープン）は無限大となり、まったく伝送されない。また、波長に対してどれだけの物理的大きさを持っているかによりその発生量も影響する。回路の大きさが相対的に大きい場合は、その位相変化が無視できなくなるためである。周波数が極端に低い（50Hzもしくは60Hz）商用電源でも伝送線路網が何千キロにもなる場合、相対的に波長に比べ線路が長くなり位相の変換が無視できなくなりVSWRが高くなる可能性がある。
本項では狭義の定在波比として、給電線と空中線 (アンテナ) の関係について解説している。
給電線を伝送線路、アンテナを電子部品に置き換えて考えてよい。SWR = 1 の場合に給電線から空中線に供給された電力が全て放射され、それ以外の場合には電力の一部が給電線に反射波として分布し、有効に放射されなくなる。
アンテナの定在波比を測定する計測器はSWR計 (SWRメーター) と呼ばれる。SWRの測定の他、通過電力の測定も可能な機種が多い。SWRを正確に測定するにはネットワークアナライザが使われる。

## 負荷VSWRの定義と定性的説明
特性インピーダンスが {\displaystyle Z_{0}} の伝送線路の両端に信号源と負荷インピーダンス{\displaystyle Z}の負荷が接続されている場合を考える。このとき、負荷側の電圧定在波比VSWRは次の式で表される。
{\displaystyle VSWR={\frac {1+|\rho |}{1-|\rho |}}}
{\displaystyle \rho ={\frac {Z-Z_{0}}{Z+Z_{0}}}={\frac {V_{2}}{V_{1}}}}
ここで、{\displaystyle V_{1}}は進行波の振幅電圧、{\displaystyle V_{2}}は反射波の振幅電圧、{\displaystyle \rho }は電圧反射係数である。
伝送線路の特性インピーダンスと負荷インピーダンスが一致した場合、すなわち {\displaystyle Z_{0}=Z} でVSWR = 1となる。
信号源から伝送線路に送り出された高周波信号 (進行波) において、伝送線路と負荷にインピーダンスの不連続 (不整合) があると、その不連続部分で信号の反射が生じ、伝送線路を逆向きに進行する成分 (反射波) が発生する。そのとき伝送線路では進行波と反射波が加算されるがそれらの周波数は等しいため、伝送線路には固定した節点位置を持つ振動が観測される。これを定在波 (定常波) という。
定在波比は、その定在波の振動の度合いを表し、ひいては高周波信号の反射の度合いを表す。
無線設備、特に送信設備では伝送線路・信号源・負荷をそれぞれ給電線・送信機・アンテナと置き換えてよい。
定在波という現象は高周波電流以外の波でも観測される。身近なものでは洗面器などに水を入れて振動させたときに節点を持つ水面振動が観測されるがこれも洗面器の縁におけるインピーダンス不整合による定在波である。

## 定在波比の利用

### アンテナのVSWR
通常、アンテナ (空中線) の使用周波数においてVSWRが最小となるように設計されている。送信設備ではVSWRが高いとミスマッチにより反射して戻ってきた電力によって、信号源である電力増幅器に悪影響を及ぼす場合がある。一般にSWRは 1.5 以下が理想、 3 以下が実用上の限界とされている。信号源側のVSWRが1のとき、負荷側のVSWR = 1.5 で電力効率は 96 %、VSWR = 3 で 75 %となる。携帯電話ではアイソレータを電力増幅器と空中線との間に挿入し、電力増幅器を保護している。
なお、アイソレータが挿入されている場合や、送信出力低減回路のような保護回路が実装されている場合は、使用上は定在波比がある程度高くても特に不都合は生じないが、空中へ放射される電力が少なくなり、電力効率の点から、低い方が望ましい。受信のみを目的とする空中線の場合は、空中線の定在波比を低くすることで受信効率が上がりS/N比が改善される。また指向性のある空中線では、定在波比が高いと目的の指向性が得られない場合がある。
また高調波は基本波に対して整数倍であり、ダイポール等の開放端のアンテナにおいて基本波に対して整合が取れている場合、特別な工夫や構造を取らない限り奇数次に対しても基本波同様に整合が満たされる場合が多い。対策としてはアンテナと増幅器の間にLPF（Low Pass filter)を挿入することが多い。なおアンテナの高調波の周波数帯におけるVSWRが大きい場合、LPFの負荷インピーダンスにリアクタンス成分が付加されるため、フィルタのカットオフ周波数に影響が現れる結果、所望の動作が得られない (減衰量の劣化) ことも考えられる。

### 信号源VSWR
給電線とアンテナの関係について用いられることの多いVSWRであるが、給電線と無線機の関係も同様にVSWRで考えることができる。この場合のVSWRも低いほうが良い。

### 高周波デバイスのVSWR
VSWRは無線設備のみならず、高周波で電力の受け渡しをするデバイスすべてに適用されるものである。無線機内部の高周波デバイス (フィルタ、アンプ、ミキサ等) の入出力は、すべてVSWR (あるいは同じ意味を持つ、反射損失) が管理されている。
ただし、VSWRはスカラー量であり、位相の概念がない。デバイスの動作量は複素パラメータ (Z, Y, S いずれか) でのみ完全な表現が可能となる。VSWRは定在波の最大電圧と最小電圧の差であり、これら最大、最小値に関して基準点からの距離（位相)のデータを加えることにより、スミスチャートへの記入が可能となる。

### アマチュア無線での適用
アマチュア無線では、SWR計を用いて簡易的にアンテナのVSWRを測定し、アンテナの調整をしたりアンテナの状態を定期的に確認する事がおこなわれる。SWR計は方向性結合器、検波器、指示器 (メータ) で構成される測定器である。無線機から任意の送信電力でCW (無変調連続波) の試験電波を送信し、進行波電力と反射波電力をそれぞれ測定しこの比よりVSWR値を得る。
インピーダンスが純抵抗 (実数) 成分のみで構成される場合には、そのインピーダンスの比がそのままVSWRの値となる。例えば伝送線路の特性インピーダンスが 50 Ω、負荷のインピーダンスが 25 ΩであればVSWR = 2となる。伝送線路が 50 Ω、負荷が100ΩであってもVSWR = 2となる。これを利用して、SWR計の簡易な較正を行うことができる。
アマチュア無線では『SWRが高いと電波障害の原因になる』と言われることがあるが厳密には誤りである。電力のミスマッチにより送信機終段の動作状態が変わることで、高調波の発生量が大きくなることもあるが、そもそも、高調波の発生量は高調波の周波数におけるインピーダンスが大きく関わっており、空中線の高調波におけるインピーダンスが制御できない限り、基本波のVSWRのみに注力しても確実な改善にはつながらない。VSWRが高いと送信機終段のLPFが正常に動作しなくなり、高調波が放射されると言うのも誤りである。VSWRが良好な空中線であっても、それは送信周波数においてであり、高調波の周波数における空中線のVSWRは高いのが普通であり、送信周波数でのVSWRが高い低いに関係なく、高調波の減衰量は不定なのである。(注: フィルタの設計はその伝送系での整合負荷を前提として設計しており、ミスマッチによるリアクタンス分が負荷に含まれる場合は遮断周波数が変化することに注意)